# Pisana preobjeda
Pisana preobjeda ali pisani omej (znanstveno ime Aconitum variegatum) je strupena rastlina, ki je, z izjemo severovzhodnega dela, razširjena raztreseno po vsej Sloveniji.

## Opis
Pisana preobjeda zraste med 50 in 200 cm v višino in ima pokončno do lokasto ukrivljeno golo steblo. Proti vrhu iz zalistja stebelnih listov poganjajo stranski poganjki, na katerih se razvijejo, dvobočno somerni belkasto modri cvetovi, ki na koncih prehajajo v zelenkasto barvo. Zanje je značilno, da so brez ostroge, vrhnji cvetni listi pa so strnjeni tako, da tvorijo čeladasto obliko cveta. V cvetu se skrivajo medovniki, ki imajo ravne peclje in se ne dotikajo stropa čelade. Med prašniki se nahaja od 3 do 5 pestičev, ki so po trebušnem šivu izrazito dlakavi.
Močno strupena je cela rastlina, najbolj pa korenika.